# Дирижабельная почта
Дирижа́бельная по́чта, или цеппели́нная по́чта (англ. Zeppelin mail), — один из видов воздушной почты, при котором почтовые отправления перевозились преимущественно немецкими цеппелинами, использовавшимися в гражданских целях с 1908 по 1939 год. Во время многих полётов дирижаблей осуществлялась перевозка почты, иногда в значительных количествах. На конвертах обычно ставились оттиски специальных почтовых штемпелей, а ряд государств даже выпустили почтовые марки, специально для оплаты почты, перевозимой дирижаблями.

## История

### Первый период (1908—1914)
Первым цеппелином, который перевёз почту, стал LZ 4 в июле 1908 года. Вскоре за ним последовал LZ 3. На первых рейсах специальные штемпели не применялись. Первым таким штемпелем стал овальный штемпель с надписью «Luftschiff / Signalpost» («Дирижабль / Сигнальная почта») по кругу и «Z III» в центре, который применялся на борту LZ 6 (Z 3) с 27 августа по 27 октября 1909 года.
К 1911 году использовался ряд различных почтовых штемпелей. Типичным примером их является круглый штамп с надписью «An bord des / Zeppelin / Luftschiffes» («На борту дирижабля „Цеппелин“»), с указанием даты в центре и названием дирижабля внизу. Корреспонденция гасилась такими штемпелями на борту дирижабля прямо во время полёта в небольшом почтовом отделении.
В 1914 году дирижабли были мобилизованы для военных нужд и после этого перевозку гражданской почты не осуществляли, хотя в армии при пересылке военной корреспонденции применялись специальные ручные штемпели.

### Между двумя войнами (1919—1939)
В конце августа 1919 года дирижабль LZ 120 «Bodensee» принял на борт первых пассажиров, а в сентябре (октябре?) начал перевозку почты. Последний коммерческий полёт «Bodensee» состоялся в начале декабря того же года. При этом использовались почтовые штемпели почти так же, как и перед войной, вплоть до 1921 года, когда дирижабль был передан Италии в качестве репарации. Очень короткое время в 1924 году осуществлялась перевозка почты на борту LZ 126 до его передачи США и переименования в USS Los Angeles (ZR-3). «Лос-Анджелес» несколько раз перевозил почту между Лейкхерстом в штате Нью-Джерси, Бермудами и Маягуэсом на острове Пуэрто-Рико.
У LZ 127 «Граф Цеппелин» был длинный и славный послужной список. Уже через несколько недель после своего первого полёта в сентябре 1928 года «Граф Цеппелин» перевёз первую авиапочту прямо из Германии в США и обратно. Германия выпустила специально по этому случаю почтовые марки номиналом в 2 и 4 рейхсмарки. Обратным рейсом дирижабль перевёз почти 52 тысячи почтовых карточек и 50 тысяч писем. В 1929 году «Граф Цеппелин» совершил кругосветный перелёт с остановками в Токио, Лос-Анджелесе и Лейкхерсте. К окончанию срока эксплуатации в июне 1937 года дирижабль выполнил 590 полётов, часто имея на борту почтовые отправления. При этом, кроме Германии, он побывал в десятках стран мира (в некоторых из них — без посадки), включая Советский Союз, перевезя в общей сложности более 39 тонн почты, масса которой иногда достигала нескольких сотен килограммов. В СССР для перевозки почты специальными авиарейсами на борту дирижабля «Граф Цеппелин» в 1930 и 1931 годах были установлены особые расценки.
Несмотря на то, что LZ 129 «Гинденбург» более всего известен своей гибелью в огне, за время 14 месяцев своего существования он перевёз значительные объёмы почты за границу. Многие из перевезённых на нём конвертов и открыток вполне доступны и сегодня. Бо́льшая часть из 17 609 писем и открыток, находившихся на борту во время последнего рейса дирижабля, погибла в огне, но несколько уцелели и сегодня представляют собой дорогостоящие раритеты.
LZ 130 Graf Zeppelin II («Граф Цеппелин II») стал последним цеппелином, перевозившим почту. Он эксплуатировался как гражданское судно всего лишь несколько месяцев — с сентября 1938 года по август 1939 года и совершил только 30 рейсов, преимущественно внутри Германии.

## Марки дирижабельной почты
Специально для оплаты почтовой корреспонденции, перевозившейся дирижаблями, некоторыми государствами выпускались марки дирижабельной почты:
- Германия — «Цеппелины», 1928—1933 (Yt #35C—42C).
- Аргентина, Боливия, Финляндия, США, СССР (ЦФА [АО «Марка»] № 358—361) — 1930.
- Бразилия, Египет, Исландия, Лихтенштейн, Парагвай, Венгрия, СССР (ЦФА [АО «Марка»] № 379—386) — 1931.
- Исландия, Киренаика, Эгейские острова, Греция, Латвия, Сан-Марино, Триполитания, Италия — 1933.

Помимо авиапочтовых марок, для дополнительной оплаты услуг дирижабельной почты использовались полуофициальные авиамарки, (полуслужебные авиапочтовые марки, или виньетки; нем. halbamtliche Flugpostmarke, англ. semi-official airmail stamp). Первые из них появились в Германии в 1912 году для писем, перевозившихся дирижаблем LZ 10 «Schwaben» («Швабия») и самолётом «Жёлтая собака».
С марками дирижабельной почты не следует путать различные выпуски почтовых марок, посвящённых отдельным дирижаблям или дирижаблестроению.

## Коллекционирование и издания
Собирание коллекционных материалов, посвящённых дирижабельной почте, имеет популярность среди филателистов. Известны объединения коллекционеров по этой тематике в Англии, Германии, Италии, Новой Зеландии, США, Швейцарии и Японии. Издаются также специальные книги, каталоги и журналы.